# Dörte Haftendorn

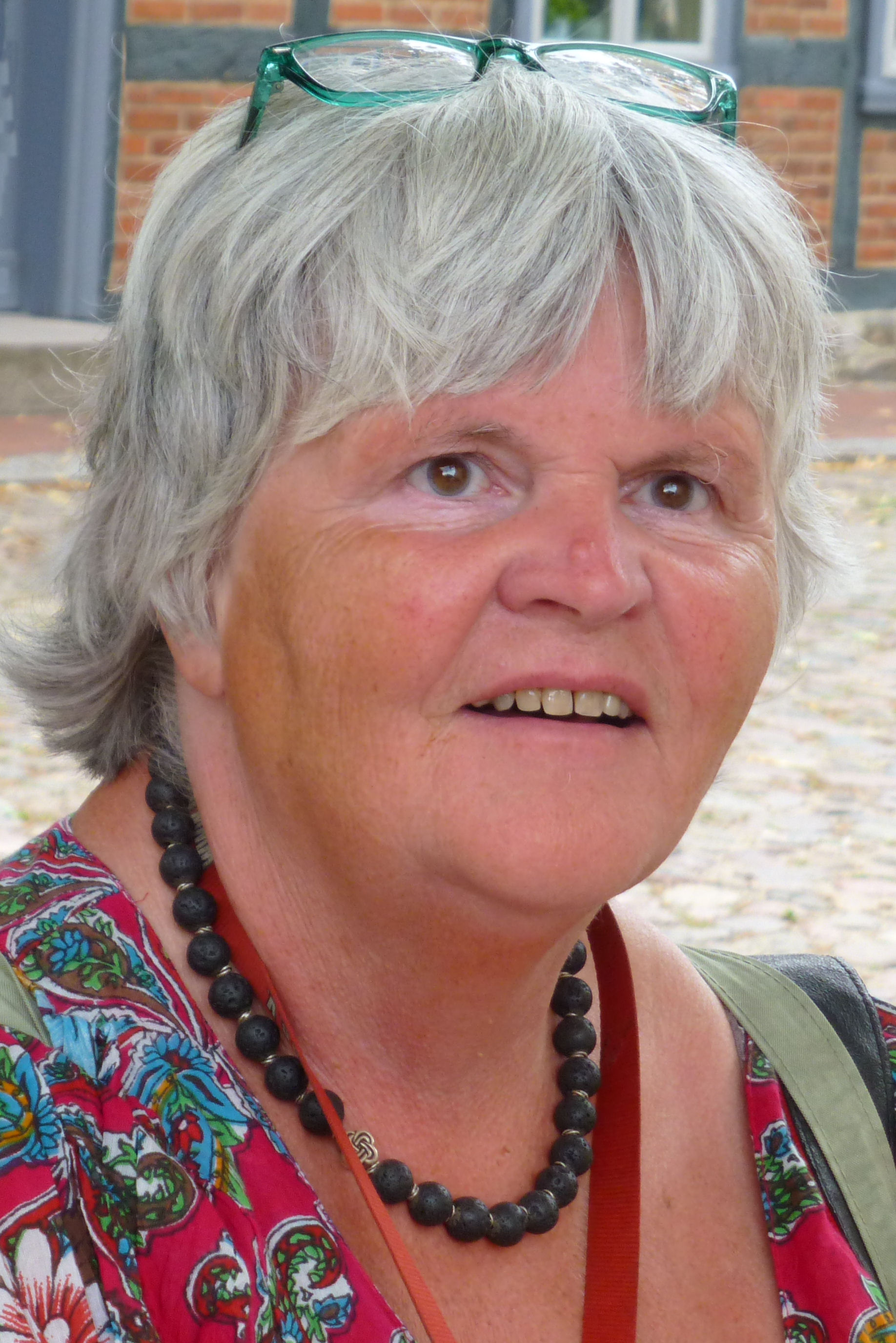
Dörte Haftendorn, 2013

Dörte Haftendorn (* 25. März 1948 in Würzburg) ist eine deutsche Mathematikerin. Sie war Professorin für Mathematik und Didaktik an der Leuphana Universität Lüneburg.

## Leben und Wirken
Haftendorn studierte ab 1966 an der Technischen Universität in Clausthal Mathematik und Physik und legte 1971 das Staatsexamen für das Höhere Lehramt ab. 1972 wurde sie diplomierte Mathematikerin. Innerhalb der nächsten zwei Jahre promovierte sie zu dem Thema "Additiv idempotente Halbringe mit Faktorbedingung", einem Gebiet der reinen Algebra.
Ab 1976 unterrichtete sie am Johanneum Lüneburg. Neben der lehrenden Tätigkeit an dem Gymnasium zog Haftendorn auch wieder an die Fachhochschule und an die Universität Lüneburg. Dort lehrte sie neben den (beruflichen) Lehrämtern auch Informatiker und Ingenieure. Ab 2000 durfte sie neben ihrem Doktortitel auch den Titel einer Honorarprofessorin tragen. Ab 2002 hatte Haftendorn eine volle Stelle an der Universität Lüneburg. Sie war für den Fachbereich Mathematik der beruflichen Schulen verantwortlich.
Am 30. September 2013 wurde Haftendorn pensioniert, ist aber weiterhin als Lehrbeauftragte an der Leuphana Universität tätig.

## Schriften (Auswahl)
- Mathematik sehen und verstehen. Schlüssel zur Welt. Springer Verlag, Heidelberg 2010, ISBN 978-3-8274-2044-2.
- Kurven erkunden und verstehen: Mit GeoGebra und anderen Werkzeugen. Springer, 2016, ISBN 9783658147495
- mit Dieter Riebesehl, Hubert Dammer: Höhere Mathematik sehen und verstehen. Springer Spektrum, 2021, ISBN 978-3-662-62576-7